# 伊藤惣一
伊藤 惣一（いとう そういち、1935年10月1日 - ）は、日本の俳優、声優、ナレーター。フリー。

## 概要
静岡県浜松市出身。早稲田大学卒業。大学時代は劇団自由舞台で活動。
1959年4月「ぶどうの会」に入団し、1964年9月の解散まで在籍。同年10月、「演劇集団・変身」にの創立に参加しし、1970年まで在籍。1971年に「劇団三十人会」に入団し、現在はフリー

## 出演
太字はメインキャラクター。

### テレビドラマ
- 1968年 三匹の侍（フジテレビ）
- 1968年 東京バイパス指令（日本テレビ）
- 1969年 怪奇大作戦（TBS）第19話「こうもり男」- 岩井勝一郎／こうもり男
- 1969年 東京バイパス指令（NET）
- 1970年 鬼平犯科帳（1969 - 1972年、NETテレビ） 第23話「罪（つみ）」- 鎌吉

### 吹き替え
- 1959年 旅（NHK）- E・G・マーシャル
- 1966年 ミステリー・ゾーン（TBS版）
  - 第3シーズン 第28話「こびと虐殺」- 宇宙人2（演：ロバート・イートン）
- 1969年 復活（NHK）- エフゲニー・マドベエフ
- 1969年 ドラゴン号の秘密（NHK）- クレイグ
- 1969年 旅愁（NHK版）- デヴィッド・ローレンス（演：ジョゼフ・コットン）
- 1970年 パットン大戦車軍団（日本テレビ新録版） - エルヴィン・ロンメル（演：カール・ミヒャエル・フォーグラー）
- 1970年 弁護士ジャッド（NHK）- アダム（演：ピーター・ハスケル）
- 1971年 気分を出してもう一度 - 父親（演：ノエール・ロワベール）
- 1977年 ジャッカルの日（日本テレビ版）- ナレーション
- 1977年 未来惑星ザルドス
- 1978年 遠すぎた橋（日本テレビ版）- ナレーション（演：リヴ・ウルマン）
- 1978年 愛と哀しみのボレロ（フジテレビ版）- ナレーション
- 1982年 アメリカン・ヒーロー - ヒース（演：スタン・ラホフ）
- 1987年 ターミネーター（テレビ朝日版） - ナレーション
- 1989年 南北戦争物語 愛と自由への大地（NHK衛星第2テレビジョン）- エイブラハム・リンカーン（演：ハル・ホルブルック）

### テレビアニメ
- 1969年 佐武と市捕物控（NET）第24話「呪いの赤猫」- 赤猫
- 1970年 昆虫物語 みなしごハッチ（フジテレビ）
- 1989年 ジャングル大帝（テレビ東京）- ナレーター

### ゲーム
- 1997年 攻殻機動隊 GHOST IN THE SHELL（SCEI）- 荒巻大輔

### ナレーション
- 医学としての水俣病 第I部 資料 証言篇（青林舎）
- 医学としての水俣病 第II部 病理 病魔篇（青林舎）
- 医学としての水俣病 第III部 臨床 疫学篇（青林舎）
- 歌舞伎の魅力 - 舞台（岩波映画）
- 薬と日本人 古代から近代薬の黎明まで（電通映画）
- 子供を見る目 ある保育者の実践記録から（岩波映画）
- 沙の村 - インド・タール沙漠の詩（グループ現代）
- 漆器づくりの要具 - 手仕事の世界 -（池田プロ）
- 日立 世界・ふしぎ発見!（TBS）
- CBSドキュメント（TBS）
- 太古の響き ルドゥラ・ヴィーナ（グループ現代）
- 鉄齋の画（岩波映画）
- 不知火海（青林舎）
- 負けてなるものか（パラマウント）※解説
- 水俣の図 物語（青林舎）
- NHK 海外ドキュメンタリー『ベトナム戦争』
- 世界のドキュメンタリー（NHK）
- 1979年 地下水と人間 建設省関東地方建設局（日映科学映画製作所）

### その他
- 世界まるごとHOWマッチ（TBS）‐ 声の出演